# Války hmyzu
Války hmyzu (v anglickém originále The Bug Wars) je science fiction román Roberta Asprina. Na rozdíl od většiny jeho ostatních románů tento nepatří k humoristickým dílům.

## Obsah
Román by se dal zařadit do oblasti válečné sci-fi. Nevystupují v něm lidé, ale děj se točí okolo války inteligentní rasy ještěrů a rasy hmyzu. „Nelidská“ mentalita obou ras je v knize velmi dobře vystižena, ale historie i pozadí vojenského konfliktu jsou pouze naznačeny.
Děj románu se odehrává ve dvou rovinách:
- mezihvězdná válka ještěří rasy Tzen proti „čtyřkoalici hmyzu“ – žádná ze stran nebyla ještě nikdy poražena a prohra v tomto konfliktu by znamenala vyhubení jedné z nich,
- vývoj změny myšlení ještěrů, která se, od pro nás cizí formy, blíží postupně k „lidskému“ způsobu myšlení.

Obě dějové linie se vzájemně prolínají.

## 1. vydání
- Rok vydání: duben 1979, tvrdá vazba
- Vydavateľ: St. Martin's Press
- Obálka: Gary La Sasso
- Ilustroval: Doug Rice a Robert Lynn Asprin
- Jazyk: anglicky
- Počet stran: 234
- ISBN 0-312-10761-7

## 1. české vydání
- Rok vydání: 1998, měkká vazba
- Vydavatel: Perseus
- Překladatel: Helena Emmerová
- Obálka: Petr Bauer
- Počet stran: 267
- ISBN 80-86030-46-6